# جيمس س. تومسون جونيور
جيمس س. تومسون جونيور (بالإنجليزية: James C. Thomson, Jr.)‏ هو صحفي ومؤرخ وكاتب أمريكي، ولد في 14 سبتمبر 1931 في برينستون في الولايات المتحدة، وتوفي في 11 أغسطس 2002.